# Sanche (Amarante)
Sanche est une freguesia d'Amarante, Portugal.